# 德爾文察河

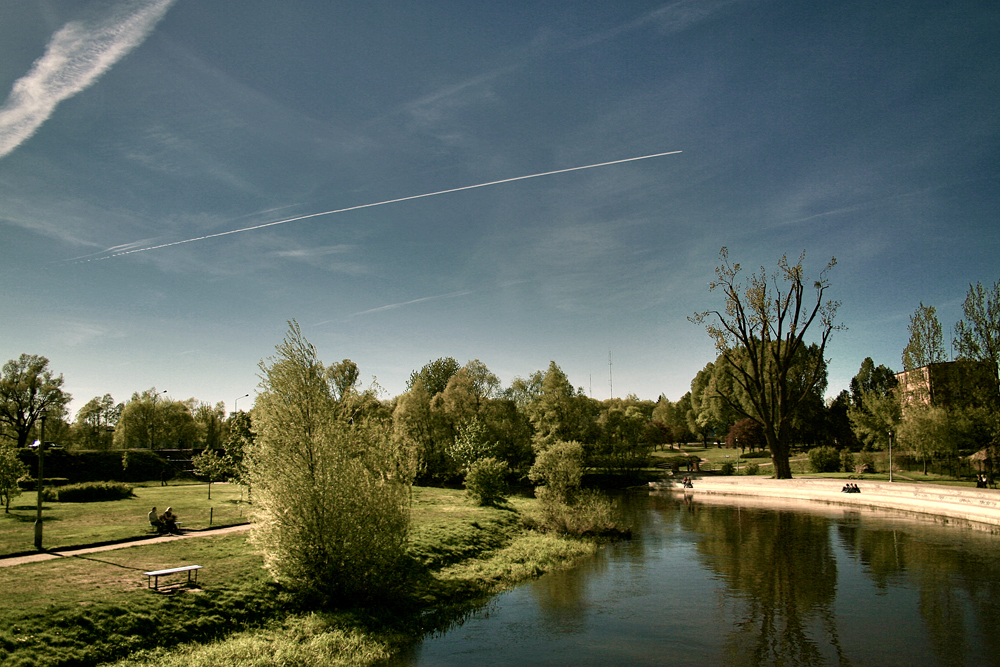

德爾文察河是波蘭的河流，位於該國北部，河道全長207公里，流域面積5,344平方公里，發源自奧爾什蒂內克西北約8公里，最終在托倫附近注入維斯瓦河。
52°59′57″N 18°41′23″E / 52.99917°N 18.68972°E